# HD 217107 c
HD 217107 cは、うお座の方角に地球から約64光年離れた位置にある太陽系外惑星である。HD 217107の周囲を公転しているのが発見された2つ目の惑星である。HD 217107 cの存在は、内側を周る惑星の離心率から1998年に予測され、2005年に主星の視線速度の研究から、より遠くに重い2番目の惑星が存在することが確認された。十数年周期の扁平な軌道を持つ。

## 発見
1998年に行われたHD 217107の視線速度の研究により、その視線速度の運動が7.1日間の周期で変動していることが明らかとなり、惑星の存在が示された。この惑星はHD 217107 bと名付けられ、木星より若干重く、主星の非常に近くを扁平な軌道で公転していることが明らかとなった。
公転周期が10日以下の惑星のほとんどは円に近い軌道を持つが、HD 217107 bは扁平な軌道を持つため、発見者はこれは数天文単位離れた位置にある2番目の惑星の重力によるものだとの仮説を立てた。その後、2005年に2番目の惑星の存在が確認され、HD 217107 cと名付けられた。